# The Lightning Seeds
The Ligtning Seeds – brytyjska grupa pop rockowa, założona w 1989 w Liverpoolu przez producenta muzycznego Iana Broudiego. Grupa nagrała siedem albumów długogrających i cztery składanki. Jej najbardziej znane piosenki to Lucky You i Perfect.

## Skład
- Ian Broudie – gitara
- Simon Rogers – instrumenty klawiszowe
- Martyn Campbell – gitara basowa

## Dyskografia
- Cloudcuckooland (1990)
- Sense (1992)
- Jollification (1994)
- Pure (kompilacja) (1996)
- Dizzy Heights (1996)
- Like You Do... Best of the Lightning Seeds (kompilacja) (1997)
- Tilt (1999)
- Life of Riley: The Lightning Seeds Collection (kompilacja) (2004)
- Tales Told (2004)
- The Very Best of the Lightning Seeds (kompilacja) (2006)
- Four Winds (2009)
- See You in the Stars (2022)